# 開運☆野望神社
開運☆野望神社（かいうんやぼうじんじゃ）は、コミックとらのあな提供によるインターネットラジオ番組。通称「巫女ラジ」。パーソナリティは生天目仁美と伊藤静。2004年から2008年まで3期にわたってmp3ファイルをダウンロードする形で無料配信された。2010年には公開録音が行われた。さらに2020年にもオンラインイベントが開催されている。

## 概要
2人の演じるキャラクターがコントを繰り広げるキャラクターパートと、パーソナリティ2人によるフリートークパートで構成されている。
番組ウェブサイト上で収録風景などが掲載される他、携帯電話用コンテンツとして「収録風景☆裏」が用意されている。
「巫女ラジCD」と呼ばれる総集編CDが発売されている。このCDではパーソナリティ2人と同事務所で親交の深いいのくちゆかがゲストで登場するのが慣例となっている。

## キャラクターパート
「野望さま」が奉られている謎の神社「野望神社」で住み込みのアルバイトをしている巫女2人が繰り広げるミニコントコーナー。
- 松田慧（まつだ けい）（声：生天目仁美）

マイペースで天然。ボケ役。斎を「いっちゃん」と呼んで可愛がっている。巨乳。テレビゲーム好きで、特にファミコンに造詣が深い。
- 緒方斎（おがた いつき）（声：伊藤静）

美少女で学園のアイドル。ただし、本編中で学園が描かれたことはない。ツッコミ役。慧を「お姉さま」と呼んで慕っている。アウトドア派で格闘技好きだが、慧の影響かテレビゲームにも詳しい。

## 開運☆野望神社（第1期）
2003年（平成15年）12月 - 2004年（平成16年）3月（隔週配信、全6回）

## 開運☆☆野望神社（第2期）
2004年（平成16年）8月 - 2005年（平成17年）1月（隔週火曜日に配信、全12回）、ラジオ配信と同時に高津ケイタによるWEBコミックが配信された。

### コーナー
異次元ギャラリー（第1回 - 第6回）
お題に沿った絵を描くというコーナー。
なばためいとうのニキータ計画！（第7回 - 第12回）
「大人のイイ女」になる為のテクニックを学びつつ対決してゆくコーナー。テーマに応じた演技を2人が行う。

### エピソード
- 第5回、なばスペと称して、ゲストにまんまるまる姫（生天目の母）を迎え、さらに生天目の父からのメールを読み上げるという、前代未聞の家族進行となる。なお、生天目本人よりも、むしろ伊藤の方が楽しんでいた。
- 第12回、生天目仁美が「私、牝になる」と発言、女豹宣言を行う。

## ☆開運☆野望神社☆（第3期）
2005年（平成17年）8月8日 - 2008年（平成20年）9月1日（隔週月曜日に配信、全78回）

### コーナー
僕だけのジングル♪
リスナーから募集したセリフを2人がコーナーの合間などのジングルとして読み上げる。
なばいと児童文学！（第1回 - 第6回）
有名な昔話の内容をキーワードを元に2人で再現するコーナー。しかし、ほぼ毎回適当にでっち上げる事になり、レギュラーキャラとして「よし子」が誕生した。
神隠しトーク♪（第1回 - 第6回）
パーソナリティ2人がそれぞれの隠されたお題をヒントを元に当てる対決コーナー。最終的に負け数の多いほうが罰ゲームを受ける。
教えて！べっしょさん！（第7回 - 第23回）
リスナーから送られた「あなたの聞いてみたいことベスト3」を2人が答えるコーナー。
なばいとが…斬る！（第7回 - 第12回）
テーマとして与えられた様々な物の断面を2人が絵に描く対決コーナー。描き上げた絵は番組ウェブサイト上で発表され、リスナーからの投票で勝敗を決定する。
なばいと童謡合戦!（第13回 - 第18回）
お題として出された童謡の替え歌を2人がそれぞれ考え実際に歌う対決コーナー。
お買い物ラジオ！ いとネットなばた！（第19回 - 第24回）
販売員に扮した2人が架空の商品を通販番組風に紹介し、リスナーへのアピール度を競う対決コーナー。
ザ・実況！（第25回 - 第30回）
お互いに、相方の行動を実況し、どちらがより分かり易かったかをリスナーからの投票によって決める対決コーナー。
なばいと！究極の選択！（第25回 - 第35回）
リスナーから送られた「究極の選択」に対し、パーソナリティがどちらを選択するかを発表する。
16小節の感謝状（第31回 - 第36回）
リスナーから送られたお題に対して感謝し、リスナーへのアピール度を競う対決コーナー。
なばいと、未来予想図！（第37回 - 第42回）
リスナーから送られたテーマを盛り込みつつ、相方の未来のとあるロマンティックな1日を妄想する。なお、その回の内容の傾向はその場で引いたおみくじによる（「大吉」ならハッピーな内容、「大凶」なら最悪な展開、のように）。
なばいと、サスペンス劇場（第43回 - 第48回）
リスナーから送られたお題をもとに、2人が共同で、サスペンスを即興で書き上げて、演じるコーナー。「なばいと児童文学！」以来の創作もので、当然ながら「よし子」がレギュラーキャラとして登場している。
魂の叫びしりとり（第37回 - 第48回）
リスナーから送られたお題に沿ったしりとりを行う。
特殊捜査官☆プロファイラー☆シスターズ（第49回 - 第54回）
2人がプロファイラーとなって、3つのヒントを元に、そのヒントが表す歴史上の人物を当てる。久しぶりの対決コーナーとなった。
知っときゃ安心☆なばいと大人のマナー講座（第55回 - 第60回）
冠婚葬祭にまつわるマナーについて、2人がどれだけちゃんとした対応が出来るかを競うコーナー。
巫女の花園☆リターンズ（第49回 - 第60回）
第1期のコーナーだった「巫女の花園」の復活。男性が女性に対し、もしくは女性が男性に対して抱く素朴な疑問について2人がトークをする。
リスペクトMC☆なばいと（第61回 - 第66回）
パーソナリティの2人がカリスマMC（DJキノコ：生天目、DJスタティック：伊藤）として、指定された対象についてラップで歌いあげ、リスペクトするコーナー。どちらがよりリスペクトできていたかについて対決する。
なばいと☆口寄せ座談会（第67回 - 第72回）
2人が巫女となり、それぞれの相方の持ち物（何を使うかはリスナーから募集）の言葉を口寄せで代弁するコーナー。
なばいと野球KEN（第61回 - 第72回）
リスナーから寄せられた内容について、パーソナリティ2人が「アウト」か「セーフ」かについて判定するコーナー。
なばいと☆ナンデモ三原則（第73回 - 最終回）

なばいと☆処世術（第73回 - 最終回）

### エピソード
- 第6回、「神隠しトーク」の敗者である伊藤静が罰ゲームとしてお化け屋敷に入ることに、普段の彼女の様子からは想像も付かない動揺ぶりと悲鳴が放送された。
- 第12回、「なばいとが…斬る！」の敗者伊藤静が足ツボマッサージを受けることに。
- 第14回、「なばいと童謡合戦!」で生天目仁美が能登麻美子への愛を綴った歌を発表。
- 第18回、「なばいと童謡合戦!」の敗者は生天目仁美、罰ゲームとして防災訓練に挑戦、地震に耐え切れず泣き叫ぶ様子が放送された。
- 第24回、「お買い物ラジオ！ いとネットなばた！」の勝者は伊藤静。勝利のごほうびのニンテンドーDS Liteを持ってきたプレゼンターとして登場したのは、この為だけに来たという能登麻美子で、常々彼女を愛人と称している生天目は敗者として会話を許されず、それどころか伊藤と能登のハグを目の前で見せつけられるという屈辱にまみれる羽目となる。
- 第30回、「ザ・実況」の勝者は伊藤静。ごほうびとして超高級焼き肉店の接待を受け、その場に登場した猪口有佳とともに黒毛和牛を堪能。敗者生天目はその様子を（当然何も食べさせてもらえずに）ただ実況する羽目となる。なお、巫女ラジCDでは毎回出演している猪口だが、意外にもおまけコーナーとはいえ、本編登場はこの回が初めてだった。
- 第34回、賢プロダクションのイベント(2006年12月)で生天目、伊藤とこのイベント限りのユニット「しちみ」を組むこととなった山崎みちるが登場。イベントで発表する曲につけた、生天目作のあまりに独創的な詞が公表される。なお、その詞はイベント本番では当然ほとんどが没にされた……が、後述のCD『☆開運☆野望神社☆〜推定無罪の行方〜』に収録された。
- 第36回、「16小節の感謝状」の勝者はまたしても伊藤静で、勝利のごほうびとして植田佳奈、こやまきみこ、さらに能登麻美子から感謝のメッセージを受け取り、さらにまんまるまる姫からも感謝のメッセージを受け取る。生天目曰く「これ、あたしへの罰ゲームじゃない？」
- 第42回、「なばいと、未来予想図！」の最終回、クライマックスの講師として下屋則子が招かれる。それまで5回分の妄想の積み重ねがある伊藤、生天目だが、プロの妄想師こと下屋の妄想にはあっさりと敗北を認めることになる。
- 第54回、「特殊捜査官☆プロファイラー☆シスターズ」は2勝2敗1分とまったくの五分でサドンデスの延長戦を行うことになり、その末に敗れた伊藤が補習および追試となる。追試でプロファイルする相手として登場したのは斎賀みつきで、なんとか正解した伊藤に本人からのメッセージがあった。
- 第57回、とあるイベント及び後述のCD『☆開運☆野望神社☆ on CD 〜遥かなる未来へ〜』の録音のため訪れていた台湾のメイド喫茶にて収録した。このため、この回は巫女見習いのいのくちゆかが全編通して参加している。
- 第60回、「知っときゃ安心☆なばいと大人のマナー講座」は3勝2敗で生天目の勝利。前述の第57回で伊藤に味方したという責任関係で登場したいのくちゆかに加え、ゲストプレゼンターとして中尾衣里が登場した。勝利した生天目はフルコースのフランス料理（ランチ）を無条件で食べられるが、敗北した伊藤（といのくち）は、一品ごとに出題される三択マナークイズに正解しなければ食べられないという罰ゲームを受けることになった。
- 第66回、「リスペクトMC☆なばいと」は最終回に生天目が一矢を報いてようやく全敗を免れたていたらくで、当然ながら罰ゲームを受ける羽目になり、「野望神社」と、さらに相方の伊藤とゲストとして登場したこやまきみこが出演している「RADiOティンクル☆くるせいだーす」（生天目本人は出演していない）をリスペクトしたラップ調CMを、しかも伊藤とこやまがいちゃついている前で作る羽目になる。これが縁となり、「RADiOティンクル☆くるせいだーす」、さらに同じく伊藤が出演している「潮風放送局〜みなとらじお!」のCMが番組で流され、またそちらの番組内でも巫女ラジのCMが流されるようになった。
- 第70回、以前から二人が熱望していた女性限定イベントとして、秋葉原の喫茶店「Cafe the cat」にて公開録音が行われた。なお、女性限定イベントではあるが、参加したい男性への救済策として男性枠が一名分だけ設けられていた。

## ゲスト
- 能登麻美子 第24回（2006年6月26日）、第36回（2006年12月11日、メッセージのみ）
- 猪口有佳 第30回（2006年9月18日）、第57回（2007年10月29日）、第60回（2007年12月10日）
- 山崎みちる 第34回（2006年11月14日）
- 植田佳奈 第36回（2006年12月11日、メッセージのみ）
- こやまきみこ 第36回（2006年12月11日、メッセージのみ）、第66回（2008年3月20日）
- まんまるまる姫（生天目の母） 第36回（2006年12月11日、メッセージのみ）
- 下屋則子 第42回（2007年4月2日）
- 斎賀みつき 第54回（2007年9月17日、メッセージのみ）、第78回（2008年9月1日）
- 中尾衣里 第60回（2007年12月10日）

## CD
開運☆野望神社 on CD 〜厄落としのエプロン編〜
第1期総集編CD、2004年（平成16年）4月29日発売。
開運☆☆野望神社 on CD 〜異次元からのメッセージ〜
第2期前半総集編、2004年（平成16年）12月15日発売。
開運☆☆野望神社 on CD 〜愛と追憶のニキータ〜
第2期後半総集編、2005年（平成17年）4月15日発売。
☆開運☆野望神社☆ on CD 〜湯けむり地球紀行〜
第3期総集編その1、2006年（平成18年）3月24日発売。
☆開運☆野望神社☆ on CD 〜青春という名の電車〜
第3期総集編その2、2006年（平成18年）10月14日発売。
☆開運☆野望神社☆ on CD 〜推定無罪の行方〜
第3期総集編その3、2007年（平成19年）6月8日発売。
☆開運☆野望神社☆ on CD 〜遥かなる未来へ〜
第3期総集編その4、2007年（平成19年）11月26日発売。
☆開運☆野望神社☆ on CD 〜友情フォトグラフ〜
第3期総集編その5、2008年（平成20年）5月30日発売。
☆開運☆野望神社☆ on CD 〜幸せのカタチ〜
第3期総集編その6、2008年（平成20年）12月22日発売。
kotodama
厄落としのエプロン編から湯けむり地球紀行に収録されたボーカル曲をリミックスして収録したボーカルアルバム。2006年（平成18年）11月17日発売。